# Rue Jean-Robert
La rue Jean-Robert est une voie du 18e arrondissement de Paris, en France.

## Situation et accès
La rue Jean-Robert est une voie publique située dans le 18e arrondissement de Paris. Elle débute au 10, rue Doudeauville et se termine au 9, rue Ordener.

## Origine du nom
Elle tient son nom de celui du propriétaire du terrain sur lequel la rue fut ouverte en 1902.

## Historique
Cette voie de l'ancienne commune de La Chapelle a été rattachée à la voirie de Paris en 1863.
Le 8 mars 1918, durant la première Guerre mondiale, une bombe lancée d'un avion allemand explose au no 20 rue Jean-Robert.
Ne pas la confondre avec une autre rue Jean-Robert qui a été réunie à la rue des Gravilliers.

## Bâtiments remarquables et lieux de mémoire

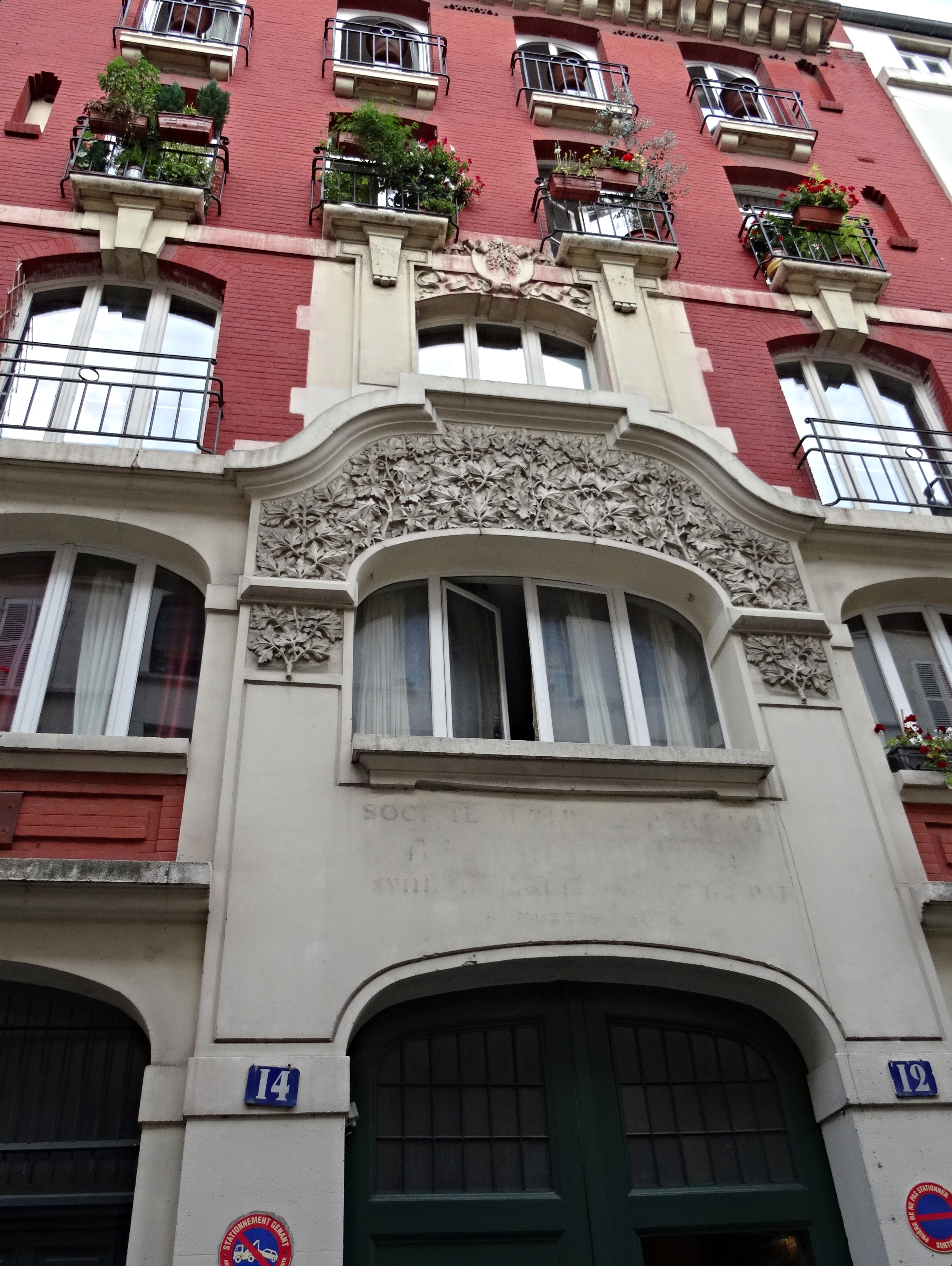
Ancienne coopérative ouvrière - 12 14 rue Jean Robert,

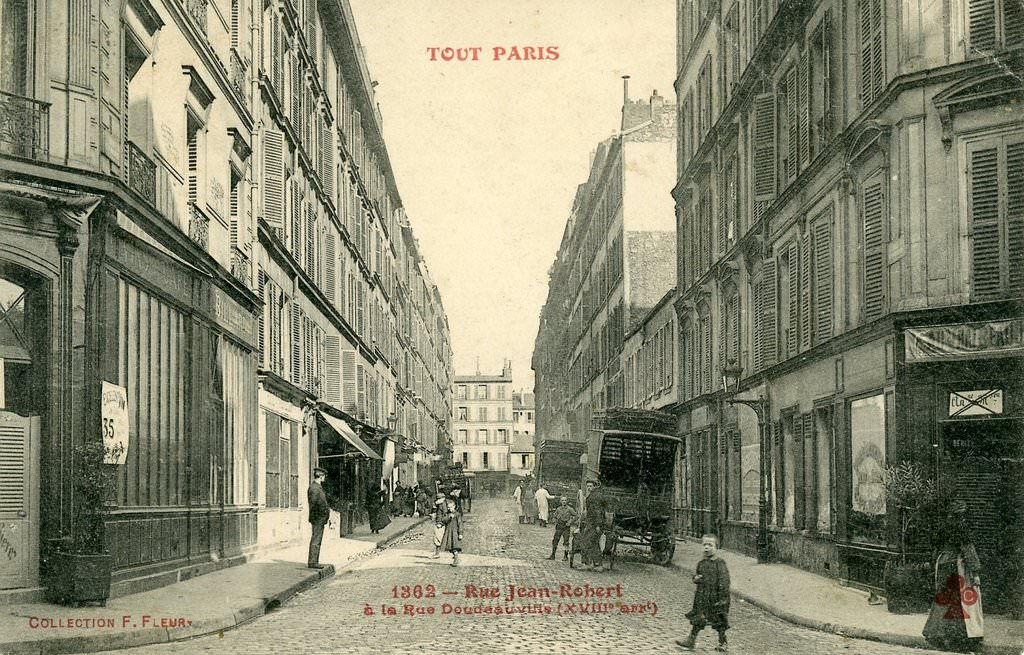
Rue Jean Robert en 1902.

- Nos 12-14, ancienne coopérative ouvrière, immeuble mixte à usage de coopérative ouvrière et de logements construit en 1885 par l'architecte A. Vaillant pour le compte de "la société civile de consommation du XVIIIe arrondissement" (nom dont la trace gravée - puis effacée - est encore un peu visible). Cela témoigne d'une rare incursion d’une coopérative ouvrière dans le domaine immobilier. Les coopératives ouvrières, issues des associations ouvrières après 1848, avaient pour principale fonction d'assurer la distribution alimentaire pour leurs adhérents. Ici, le rez-de-chaussée était destiné à un magasin coopératif. Les logements, destinés à rentabiliser l'opération, avaient été aménagés sur six niveaux pour être loués à des sociétaires.